# Pingvini
Pingvíni (znanstveno ime Spheniscidae ) so edina družina v redu pingvinov (Sphenisciformes). So vodne, neleteče ptice, ki živijo izključno na južni polobli. 
Prva ptica, ki so ji rekli pingvin, je bila velika njorka iz Arktičnega morja. Ljudje so jo iztrebili v 17. stoletju. 

## Taksonomija
Število vrst pingvinov se običajno navaja med sedemnajst in devetnajst. Mednarodna ornitološka zveza (International Ornithologists' Union) trenutno priznava šest rodov in osemnajst vrst:
| Rod                          | Vrsta | Slika tipske vrste   |
| ---------------------------- | --- | -------------------- |
| Eudyptes čopasti pingvin     | - Zlatočopasti pingvin (E. chrysolophus) - Kraljevski pingvin (E. schlegeli) - Severni skalni pingvin (E. moseleyi) - Južni skalni pingvin (E. chrysocome) - Fiordski pingvin (E. pachyrhynchus) - Čopasti pingvin (E. robustus) - Pingvin s pokončnim grebenom (E. sclateri) | Južni skalni pingvin |
| Spheniscus pingvini očalar   | - Galapaški pingvin (S. mendiculus) - Humboldtov pingvin (S. humboldti) - Magellanov pingvin (S. magellanicus) - Afriški pingvin (S. demersus) | Afriški pingvin      |
| Pygoscelis dolgorepi pingvin | - Adelijski pingvin (P. adeliae) - Ogrličasti pingvin (P. antarcticus) - Gentujski pingvin (P. papua) | Ogrličasti pingvin   |
| Aptenodytes veliki pingvin   | - Kraljevi pingvin (A. patagonicus) - Cesarski pingvin (A.forsteri) | Kraljevi pingvin     |
| Eudyptula pritlikavi pingvin | - Pritlikavi pingvin (E. minor) | Pritlikavi pingvin   |
| Megadyptes rumenooki pingvin | - Rumenooki pingvin (M. antipodes) | Rumenooki pingvin    |

## Zgradba telesa
Pingvini so kratkovidni, zato zunaj vode ne vidijo dobro. 
Najmanjši, pritlikavi pingvin zraste do višine 30 cm, medtem ko lahko največji, cesarski pingvin zraste celo do višine 160 cm.

### Gibanje
Pingvini so ptiči, vendar ne letajo. Imajo čokato telo in kratke noge, ki izraščajo iz telesa povsem zadaj, tako da na kopnem stojijo pokonci. Ravnotežje lovijo tudi s kratkim, čvrstim repom. Med prsti na nogah imajo plavalno kožico. Pri hoji prenašajo celotno težo telesa z enega podplata na drugega, zaradi česar se pri hoji zibljejo. Na snegu ali ledu se lahko drsijo po trebuhu, naprej pa se poganjajo z nogami in perutmi.

### Zgradba kril
Njihova krila so se preobrazila v veslaste okončine, njihove ploske kosti niso votle, tako kot pri ostalih ptičih, ampak so polne, da so močnejše. Celotna perut je gibljiva le v ramenskem sklepu. Letalne mišice pa so enako močne kot pri ostalih pticah, saj jih potrebujejo za hitro plavanje skozi vodo.

### Ohranjanje toplote
Pokriti so z gostim perjem. Pred mrazom jih ščiti debela plast podkožne maščobe. V vodi pa jih pred izgubo toplote dodatno ščiti še debela plast nepremočljivih naoljenih peres.

## Gnezdenje pingvinov
Večina pingvinov gnezdi v kolonijah po več sto tisoč ptic. Gnezdo zgradijo iz trave, perja ali prodnikov. Samice znesejo eno ali dve jajci (zelo redko), pri čemer ima šibkejši mladič manj možnosti za preživetje. Valijo samci – jajce si naložijo na nart in ga prekrijejo s trebušno kožno gubo. Z jajcem na nogah celo hodijo. Valijo nepretrgoma več tednov ali celo mesecev. V tem času se ne prehranjujejo in živijo le na račun telesnih maščob. Samica se medtem odpravi lovit, in ko se sita vrne, pri valjenju zamenja samca. Dokler jim ne zrastejo nepremočljiva peresa, so mladiči povsem odvisni od staršev. Pri njih najdejo tudi zavetje in zaščito.
Vsi pingvini ne gnezdijo na zemlji. Magellanovi pingvini gnezdijo na odprtem, v plitvih brlogih, kjer so bolje zavarovani pred vremenskimi vplivi in plenilci.

## Plavanje
So izvrstni plavalci in potapljači, ki lahko dosežejo globino do 20 m. Uporabljajo tri različne tehnike plavanja: 
- Pri prostem plavanju se zadržujejo na površini, poganjajo se s perutmi, glavo in rep pa držijo zunaj vode.
- Med lovom plavajo pod vodo in se poganjajo s silovitimi zamahi peruti, kot bi leteli. Plen pogoltnejo kar med plavanjem, pod vodo pa se zadržijo približno minuto. Najdaljši potopi trajajo celo do 20 minut. Pod vodo so pingvini tako spretni, da jim težko kaj uide.
- »Delfinček« – pingvini plavajo tik pod površino in od časa do časa skočijo iz vode, da zajamejo zrak.

## Zanimivosti
Pingvin je tudi maskota operacijskega sistema Linux.